# Embajada de Palestina en Perú
La Embajada del Estado de Palestina en el Perú es la representación diplomática superior del Estado de Palestina en el Perú. Desde el año 2015, la embajada se encuentra en San Isidro, Lima; el actual embajador de Palestina en el Perú es Walid Muaqqat.
Perú no tiene representación en Ramallah ni en ninguna otra ciudad de Palestina, aunque el expresidente Pedro Castillo anunció la intención del país de abrir una Embajada en 2022.

## Historia
La primera representación palestina en el Perú se inauguró en 1979, bajo el Gobierno Revolucionario de las Fuerzas Armadas del Perú, de tendencia izquierdista, como oficina de la Organización para la Liberación de Palestina (OLP), que en ese momento no tenía estatus diplomático.
En 1998 se firmó un acuerdo para albergar una Delegación Especial de la OLP, y en 2000, Javier Pérez de Cuéllar elevó el nivel de la delegación con todos los privilegios otorgados a los países en las embajadas acreditadas en el Perú, convirtiendo a la delegación en una embajada de facto. Posteriormente, el presidente Ollanta Humala reconoció oficialmente al Estado de Palestina el 24 de enero de 2011.

## Embajadores
El Embajador Extraordinario y Plenipotenciario del Estado de Palestina en Perú (árabe: سفير دولة فلسطين لدى البيرو) es el principal representante del Gobierno palestino ante el Gobierno del Perú.
| Nombre                                                                                            | Retrato            | Comienzo del mandato    | Fin del mandato                                                    | Presidente    | Notas |
| ------------------------------------------------------------------------------------------------- | ------------------ | ----------------------- | ------------------------------------------------------------------ | ------------- | --- |
| 1979: Se abre una oficina de la Organización para la Liberación de Palestina Lima                 |                    |                         |                                                                    |               | |
| Issam Besseiso                                                                                    |                    | 1979                    | 1984                                                               | Yasser Arafat | Primer representante de la OLP en Perú; no reconocido oficialmente como diplomático. Fue designado para la oficina de la OLP en Sofia, dejando su cargo en 1984. A su fiesta de despedida asistieron el congresista Miguel Ángel Mufarech y el entonces alcalde de Lima, Alfonso Barrantes. |
| Bassim Abd-El-Rajman                                                                              |                    | 1984                    | 1984                                                               | Yasser Arafat | Como representante de la OLP en Perú, miembro de Fatah, estuvo en Karachi hasta febrero de 1984, cuando, según se informa, fue expulsado junto con tres miembros de la OLP por el Gobierno Pakistaní.                                                                                       |
| Hussein Abdel Khalik                                                                              |                    | diciembre de 1984       | c. 1991                                                            | Yasser Arafat | Como representante de la OLP en Perú. Llegó a fines de diciembre de 1984 con su esposa, Francisca Zanor, y su hija, siendo recibidos por el embajador de Argelia en el Perú, Mustafé Lecheraf, y representantes palestinos.                                                                 |
| Sabri Atieh                                                                                       |                    | 1992                    | 1994                                                               | Yasser Arafat | Como representante de la OLP en Perú. |
| Walid Ibrahim Muaqqat                                                                             |                    | 14 de mayo de 1998      | 2001 de mayo de 25                                                 | Yasser Arafat | Como Embajador Jefe de la Misión Especial de la Organización para la Liberación de Palestina en Perú. El 14 de mayo de 1998 firmó el acuerdo que estableció la delegación de la OLP en Lima y en el año 2000 fue elevada a "misión diplomática especial".                                   |
| Walid Ibrahim Muaqqat                                                                             | 25 de mayo de 2001 | 2005 de diciembre de 31 | Como Embajador Jefe de la Misión Especial de Palestina en el Perú. | Yasser Arafat | |
| Walid Abdel Rahim                                                                                 |                    | 4 de marzo de 2006      | 2010 de diciembre de 11                                            | Mahmoud Abbas | Como Embajador Jefe de la Misión Especial de Palestina en el Perú. |
| 24 de enero de 2011: Se establecen formalmente las relaciones diplomáticas entre Palestina y Perú |                    |                         |                                                                    |               | |
| Walid Abdel Rahim                                                                                 |                    | 11 de diciembre de 2010 | 2014                                                               | Mahmoud Abbas | Primer embajador antes del reconocimiento diplomático del Perú a Palestina. |
| Walid Ibrahim Muaqqat                                                                             |                    | 23 de abril de 2015     | Titular                                                            | Mahmoud Abbas | En su calidad de embajador, presentó sus cartas credenciales el 23 de abril de 2015. |